# L'Inconnue (film, 2006)
Pour les articles homonymes, voir L'Inconnue.
Pour plus de détails, voir Fiche technique et Distribution.
L'Inconnue (titre original : La sconosciuta) est un film italien réalisé par Giuseppe Tornatore, sorti en 2006, avec Ksenia Rappoport.

## Fiche technique
- Musique : Ennio Morricone
- Producteur : Laura Fattori, Franco Committeri
- Production : Medusa Film, Marigolda Film
- Genre : Film dramatique, Thriller

## Distribution
- Ksenia Rappoport (VQ : Marika Lhoumeau) : Irena
- Michele Placido (VQ : Sylvain Hétu) : Muffa
- Claudia Gerini (VQ : Catherine Proulx-Lemay) : Valeria Adacher
- Pierfrancesco Favino (VQ : Alain Zouvi) : Donato Adacher
- Alessandro Haber (VQ : Manuel Tadros) : Matteo
- Ángela Molina (VQ : Johanne Garneau) : Lucrezia
- Clara Dossena (VQ : Catherine Préfontaine) : Tea Adacher
- Piera Degli Esposti (VQ : Élisabeth Chouvalidzé) : Gina
- Margherita Buy : l'avocate d'Irena
- Pino Calabrese : GIP
- Paolo Elmo : Nello
- Nicola Di Pinto